# 艾尔弗丽·伍达德
艾尔弗丽·伍达德（英語：Alfre Woodard，1952年11月8日—），美国女演员。曾获得黄金时段艾美奖迷你影集／电视电影最佳女主角。